# Brendon Hartley
Brendon Hartley (Palmerston North, Novi Zeland, 17. studenog 1989.) je bivši novozelandski vozač u Formuli 1. Niz uspjeha zabilježio je u utrkama izdržljivosti (WEC) od kojih su najznačajnije čak tri pobjede na utrkama 24 sata Le Mansa 2017., 2020. i 2022. godine

## Naslovi
- Eurocup Formula Renault 2.0 2007.
- FIA World Endurance Championship 2015.
- 24 sata Le Mansa 2017.
- 24 sata Le Mansa 2020.
- 24 sata Le Mansa 2022.

### Potpuni popis rezultata u Formuli 1
(legenda) (Utrke označene debelim slovima označuju najbolju startnu poziciju) (Utrke označene kosim slovima označuju najbrži krug utrke)
| Godina | Bolid                     | 1.     | 2.     | 3.     | 4.     | 5.     | 6.     | 7.      | 8.     | 9.      | 10.     | 11.    | 12.    | 13.    | 14.     | 15.    | 16.     | 17.    | 18.     | 19.     | 20.    | 21.    | Bodovi | Plasman |
| ------ | ------------------------- | ------ | ------ | ------ | ------ | ------ | ------ | ------- | ------ | ------- | ------- | ------ | ------ | ------ | ------- | ------ | ------- | ------ | ------- | ------- | ------ | ------ | ------ | ------- |
| 2017.  | Scuderia Toro Rosso       | AUS    | KIN    | BHR    | RUS    | ŠPA    | MON    | KAN     | AZE    | AUT     | VBR     | MAĐ    | BEL    | ITA    | SIN     | MAL    | JAP     | SAD 13 | MEX Ret | BRA Ret | ABU 15 |        | 0      | 23.     |
| 2018.  | Red Bull Toro Rosso Honda | AUS 15 | BHR 17 | KIN 20 | AZE 10 | ŠPA 12 | MON 19 | KAN Ret | FRA 14 | AUT Ret | VBR Ret | NJE 10 | MAĐ 11 | BEL 14 | ITA Ret | SIN 17 | RUS Ret | JAP 13 | SAD 9   | MEX 14  | BRA 11 | ABU 12 | 4      | 19.     |